# Erast Garin
Erast Garin (russisk: Эра́ст Па́влович Га́рин) (født 10. november 1902 i Rjasan i det Russiske Kejserrige, død 4. september 1980 i Moskva i Sovjetunionen) var en sovjetisk filminstruktør, skuespiller og manuskriptforfatter.
For sin indsats i teater og film modtog han i 1941 Stalinprisen af 2. grad og i 1977 prisen Folkets Kunstner i USSR.
Garin blev født i 1902 i Rjazan som Erast Gerasimov. Han begyndte sin skuespilerkarriere i 1919 i et amatørteater. Han afsluttede 
i 1926 uddannelse i eksperimentielt teater under Folkekommissariatet for uddannelse. Han blev tilknyttet Vsevolod Mejerkholds teater, hvor han blev en af de førende skuespilere. Efter Mejerkholds teater blev lukket, blev Garin tilknyttet Nikolaj Akimovs komedieteater. I 1946 opgav han teateret og koncentrerede sig om arbejde som filmskuespiller. Problemer med synet hindrede ham i at spille større roller i 1960'erne og 1970'erne.
Sammen med hustruen Khesja Loksjina instruerede han adskillige film, som han selv skrev manuskripterne til.

## Filmografi i udvalg

### Som instruktør
- Zjenitba (Женитьба, da.: Ægteskab[4][5]
- Doktor Kalyusjnyj (Доктор Калюжный, 1939)

### Som skuespiller
- Porutjik Kisje (da.: Løjtnant Kisje, 1934)
- Besjin-engen (1937, ikke fuldendt)
- Zjenitba (da.: Ægteskab, 1937)
- Ivan Nikulin - russisk matros (1944)
- Brylluppet (1944)

- Askepot (1947)
- Møde på Elben (1949)
- Devusjka bez adresa (1957)
- Russkij suvenir (1960)
- Aljonka (1961)
- Kain XVIII (1963)
- Obyknovennoje tjudo (1964)
- Dsjentlmen udatji (1971)
- Obyknovennoje tjudo (1978)